# Rudolf Schönbach

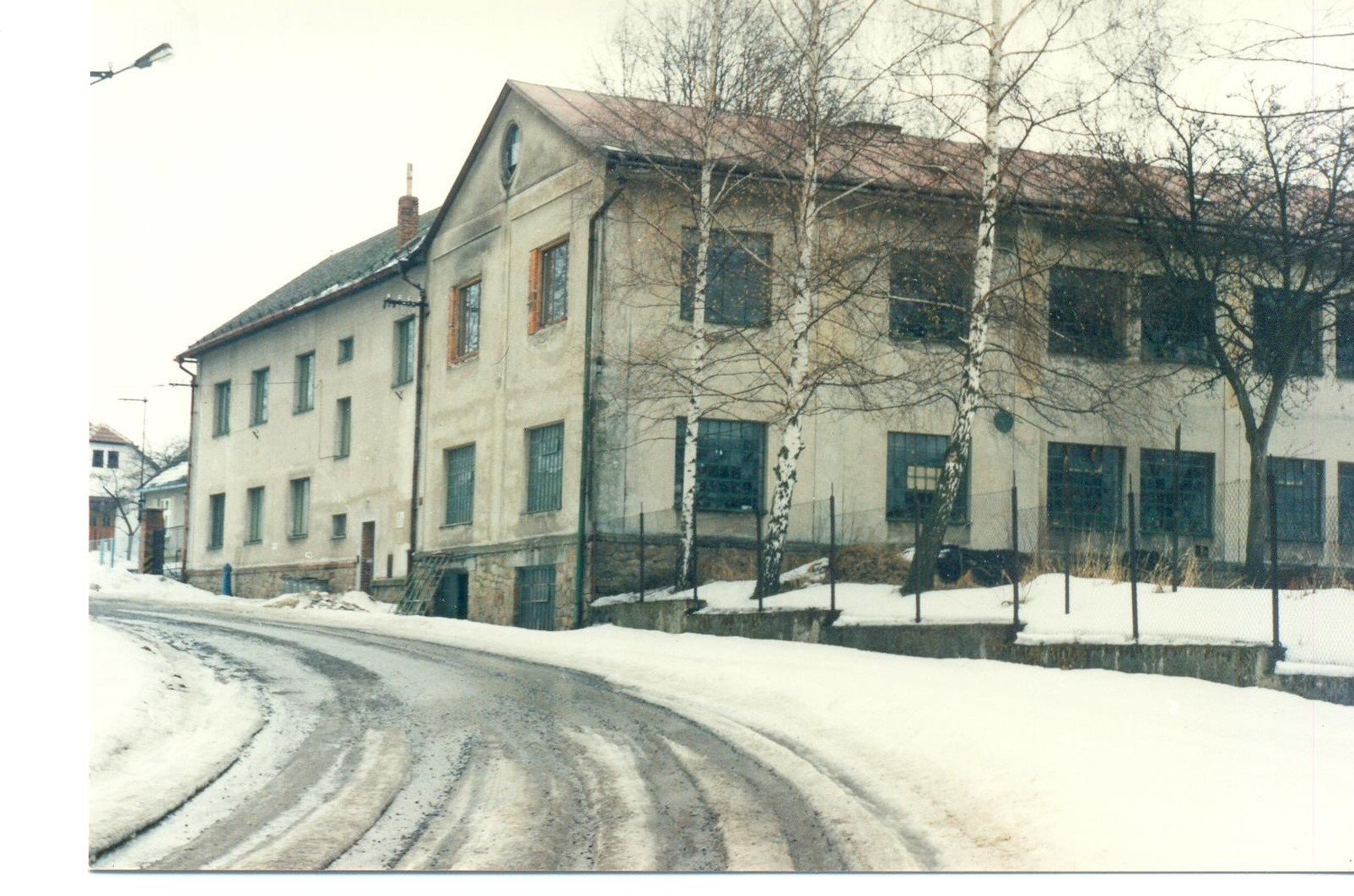
Fotografie Schönbachova závodu v Černovicích u Tábora, pohled z roku 1997.

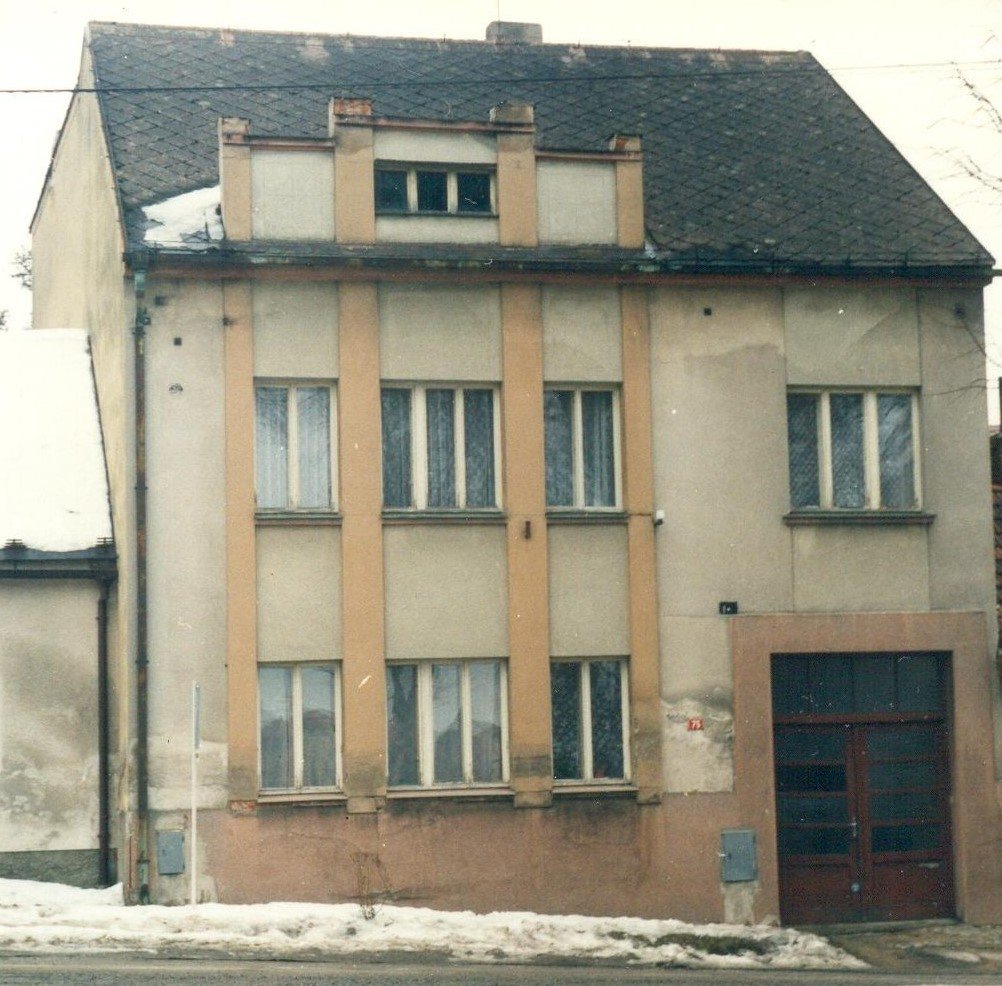
Vila Rudolfa Schönbacha v Černovicícu u Tábora, pohled z roku 1997

Rudolf Schönbach (11. dubna 1906 Černovice u Tábora – 1955 Argentina) byl český podnikatel.

## Život
Rudolf Schönbach se narodil v Černovicích u Tábora jako třetí syn brašnáře Jana Schönbacha. Vyučil se u židovského obchodníka v Louňovicích pod Blaníkem. Po vyučení se živil jako obchodní příručí v Praze na Moráni a Zlíchově.

## Podnikání
Roku 1923, v sedmnácti letech, vykoupil zařízení nefungující kožedělné dílny se zbytky surovin v Černovicích u Tábora. Podnik se pomalu rozrůstal a Rudolf zaměstnal i své ostatní sourozence. V roce 1930 již pracovalo v podniku 35 zaměstnanců a v roce 1933 pracovalo 100 zaměstnanců. Továrnu postavil Rudolf v blízkosti železničního nádraží, což umožňovalo snadnou expedici zboží. Továrna rostla, Rudolf Schönbach zajišťoval zakázky, materiál a měl na starost celý chod továrny. Mladší bratr Václav Schönbach, který již v továrně pracoval, povýšil na funkci hlavního mistra. Starší bratr Ludvík Schönbach a jeho žena Jarmila se stali společníky firmy. Z důvodu udržení zaměstnanosti nepřidával zaměstnancům mzdu, což vyústilo ve spory a stávku zaměstnanců. V roce 1933 zakoupili bratři Schönbachové první automobil - patrně to byl i první automobil v Černovicích. Firma spotřebovala k výrobě mnoho druhů kůží pro různé výrobky. Objednávaly se z kožedělných továren, již upravené. Rudolf se rozhodl, pro snížení nákladů, postavit vlastní úpravnu kůže. Nalezl vhodný a laciný pozemek v zamokřené louce u nedaleké vsi Vackova. K realizaci úpravny kůží již nedošlo, třebaže plány byly připraveny.
Za Protektorátu Čechy a Morava byla továrna donucena vyrábět pro nacistické Německo. Na podzim 1948 byla Schönbachova továrna znárodněna. V prvních měsících komunistického teroru si majitelé ilegálně uschovali zásoby pro lepší časy svobody, v jejíž návrat věřili. Na půdě tovární haly, pod zazděným schodištěm, nalezla StB 25 metráků kůže a látek, v kůlně bylo zakopáno dalších 875 nařezaných dílců na aktovky.
Dobový tisk psal o "Sedmi skrýších páně Schönbachových". Rudolfu Schönbachovi a jeho bratru Václavovi se podařilo uprchnout do Vídně, a později do Argentiny, kde Rudolf Schönbach v roce 1955 zemřel na následky cukrovky.
Po roce 1989 Václav Schönbach požádal o restituci svého majetku, nebyl však oprávněnou osobou, která by mohla uplatňovat restituční nároky. Majetek tedy původnímu majiteli vrácen nebyl. Rudolf Schönbach založil na Černovicku kožedělnou výrobu, která přetrvala až do roku 2018.